# Indulfo (século VI)
Indulfo (em grego: Ἰνδούλφ; romaniz.: Indoúlph, também conhecido como Gundulfo (em grego: Γουνδούλφ; romaniz.: Goundoúlph), foi um mercenário bizantino que desertou para os ostrogodos e tornou-se líder em seu exército nos últimos anos da Guerra Gótica de 535–554.

## Vida
Segundo Procópio, ele era um guarda-costa (doríforo) bárbaro (talvez godo) de Belisário. Quando Belisário partiu da Itália no começo de 549, ele ficou para trás, e logo depois juntou-se aos godos. No final da primavera/começo do verão de 549, o rei Tótila (r. 541–552) confiou-lhe um grande exército e uma frota, e enviou-o para invadir a Dalmácia, que os bizantinos haviam capturado em 535/536. Lá, utilizou sua associação com Belisário para capturar as cidades fortificadas de Movícuro e Laureate, cujos habitantes não sabiam de sua deserção. Indulfo matou os habitantes e saqueou os dois assentamentos e a zona rural adjacente. Ele também derrotou uma força bizantina enviada contra ele pelo governador local e capturou alguns dos navios de suprimentos destinados ao exército imperial na Itália, antes de retornar com seus homens à Itália.
Indulfo reaparece em 551, quando foi um dos três generais góticos que receberam a missão de sitiar e capturar Ancona. Quando uma força de alívio bizantina velejou contra eles, Indulfo e seu cogeneral Gibal chefiou a frota que confrontou-os. A resultante Batalha de Sena Gálica foi um desastre para os godos inexperientes; Gibal caiu e muitos dos navios foram afundados ou capturados, mas Indulfo foi capaz de escapar com 11 navios. Ao chegar em terra, os godos incendiaram seus navios e rapidamente abandonaram o Cerco de Ancona, tomando refúgio em Áuximo. Indulfo fez uma última aparição na narrativa de Procópio após a derrota gótica na Batalha do Monte Lactário, onde foi um dos líderes do restante do exército gótico que recusou-se a se render e marchou em direção a Ticino, no norte.